# イフ・アイ・ワー・ア・ボーイ
「イフ・アイ・ワー・ア・ボーイ」 (If I Were a Boy) はアメリカ合衆国のR&B歌手ビヨンセの楽曲。BCジェーン、トビー・ガッドによって製作された。この楽曲は、彼女の3作目のスタジオ・アルバム『アイ・アム…サーシャ・フィアース』に収録され、アルバムからの最初のシングルとして2008年10月8日にリリースされた。

## リリース日一覧

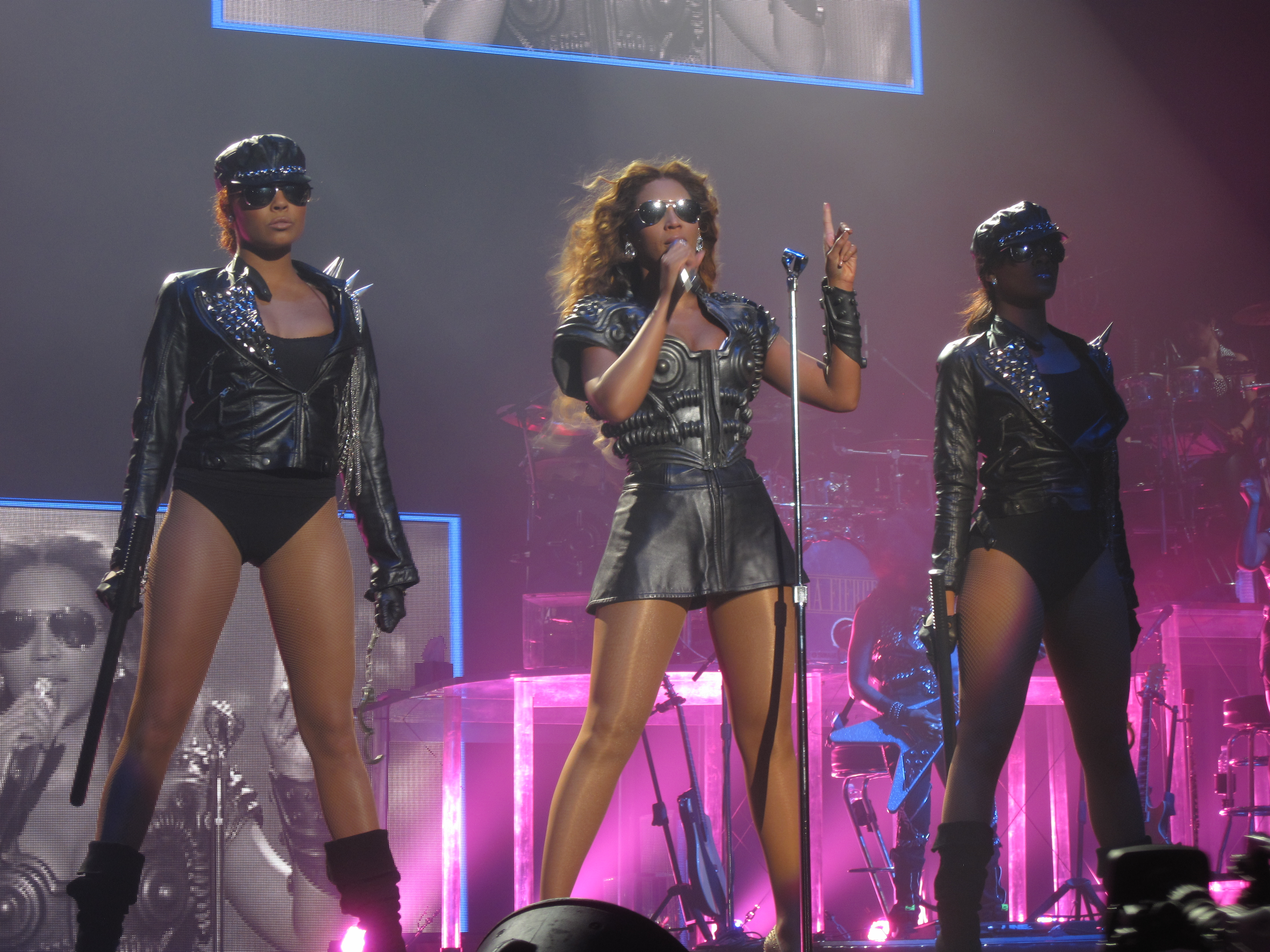
『イフ・アイ・ワー・ア・ボーイ』を歌うノウルズ (ロンドンにて)

| 国             | リリース日     | 規格                   |
| -------------- | -------------- | ---------------------- |
| アメリカ合衆国 | 2008年11月18日 | デジタル・ダウンロード |
| アメリカ合衆国 | 2009年2月10日  | ダンス・リミックス     |
| ヨーロッパ     | 2008年10月17日 | デジタル・ダウンロード |
| ヨーロッパ     | 2008年11月18日 | CDシングル             |
| オーストラリア | 2008年10月17日 | CDシングル             |
| ドイツ         | 2008年11月7日  | CDシングル             |
| イギリス       | 2008年11月10日 | CDシングル             |